# Jõgevamaa
Jõgevamaa (in estone  Jõgeva maakond) è una delle 15 contee dell'Estonia, situata nella parte orientale del Paese.
Confina a nord-est con la contea di Ida-Virumaa, a est con il Lago dei Ciudi, a sud con la contea di Tartumaa, a sud-ovest con Viljandimaa, a nord-ovest con Järvamaa e a nord con Lääne-Virumaa.
Nel 2017 ha subito delle variazioni territoriali cedendo alcuni comuni alla contea di Tartumaa (Pala e Tabivere) e acquistandone dalla contea di Ida-Virumaa (Lohusuu e Avinurme).

## Geografia antropica
La contea è divisa in 3 comuni rurali (in estone vald).
- Mustvee
- Jõgeva
- Põltsamaa.

### Comuni soppressi nel 2017

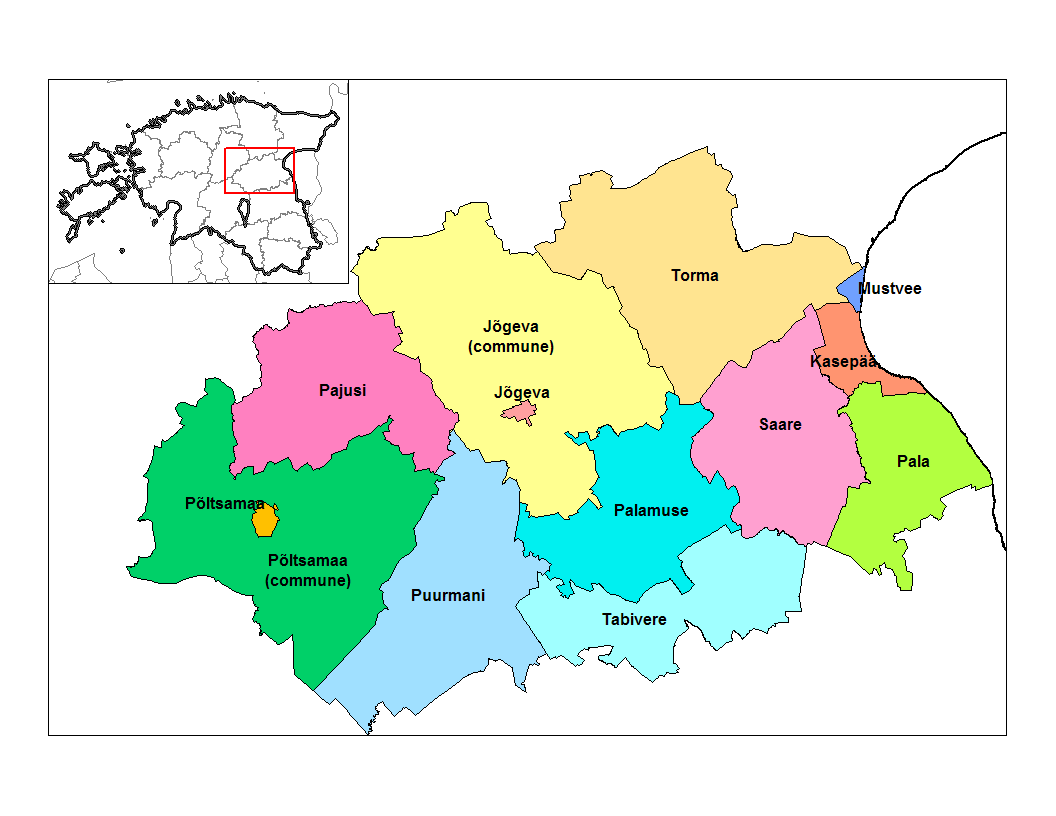
I comuni nella contea di Jõgevamaa prima del 2017

- Jõgeva (urbano), Palamuse e Torma; inglobati nel comune rurale di Jõgeva.
- Kasepää e Saare; inglobati nel comune di Mustvee.
- Pajusi, Puurmani, Põltsamaa (urbano); inglobati nel comune rurale di Põltsamaa.
- Tabivere; inglobato nel Tartu nella contea di Tartumaa.
- Pala; inglobato nel comune di Peipsiääre nella contea di Tartumaa.

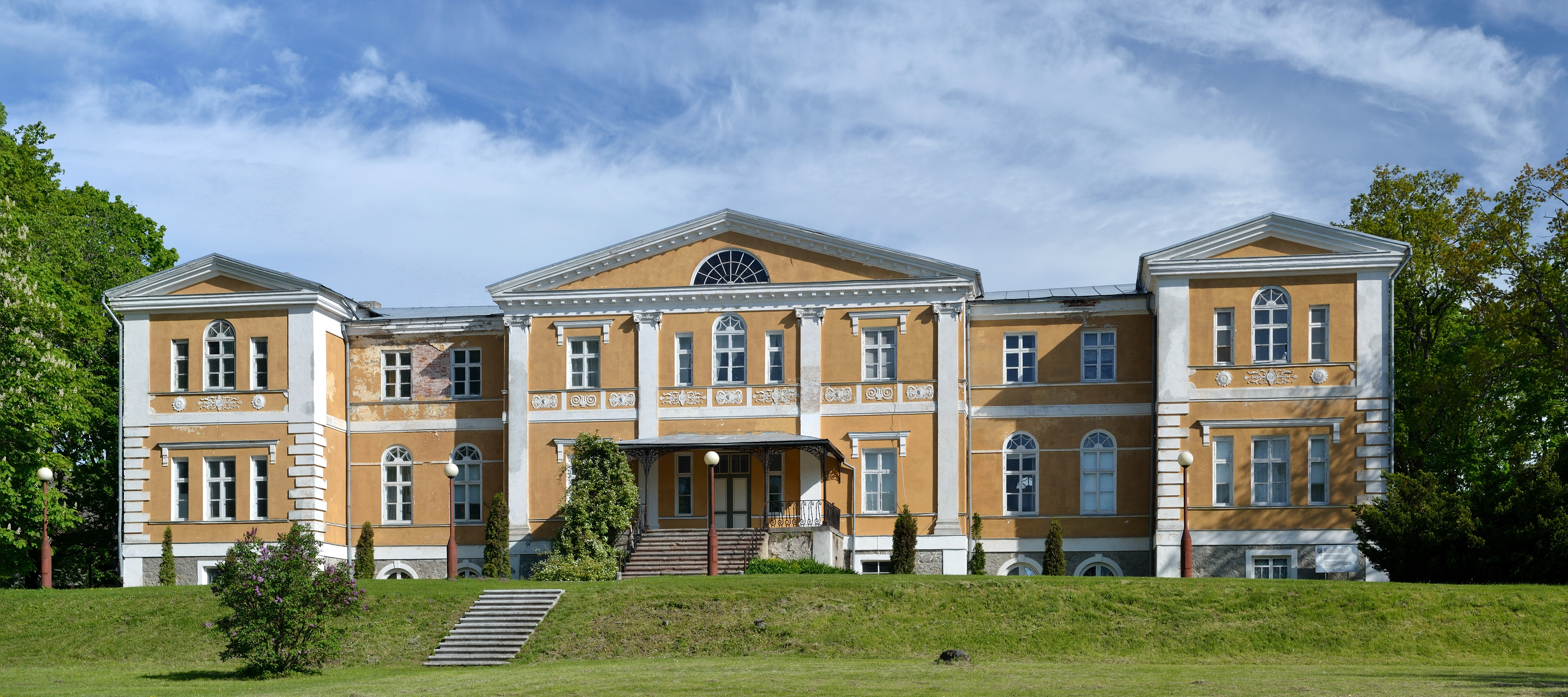
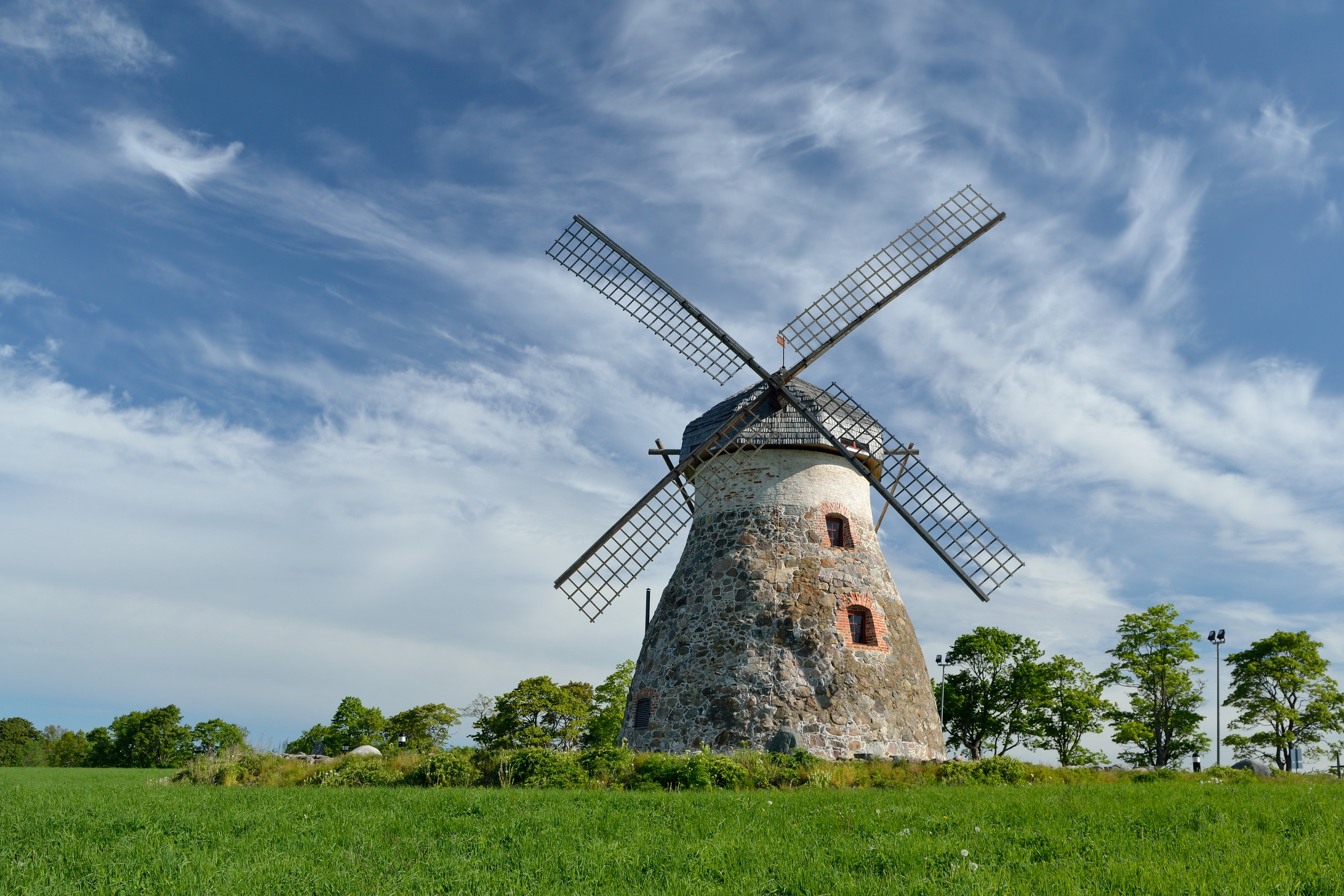
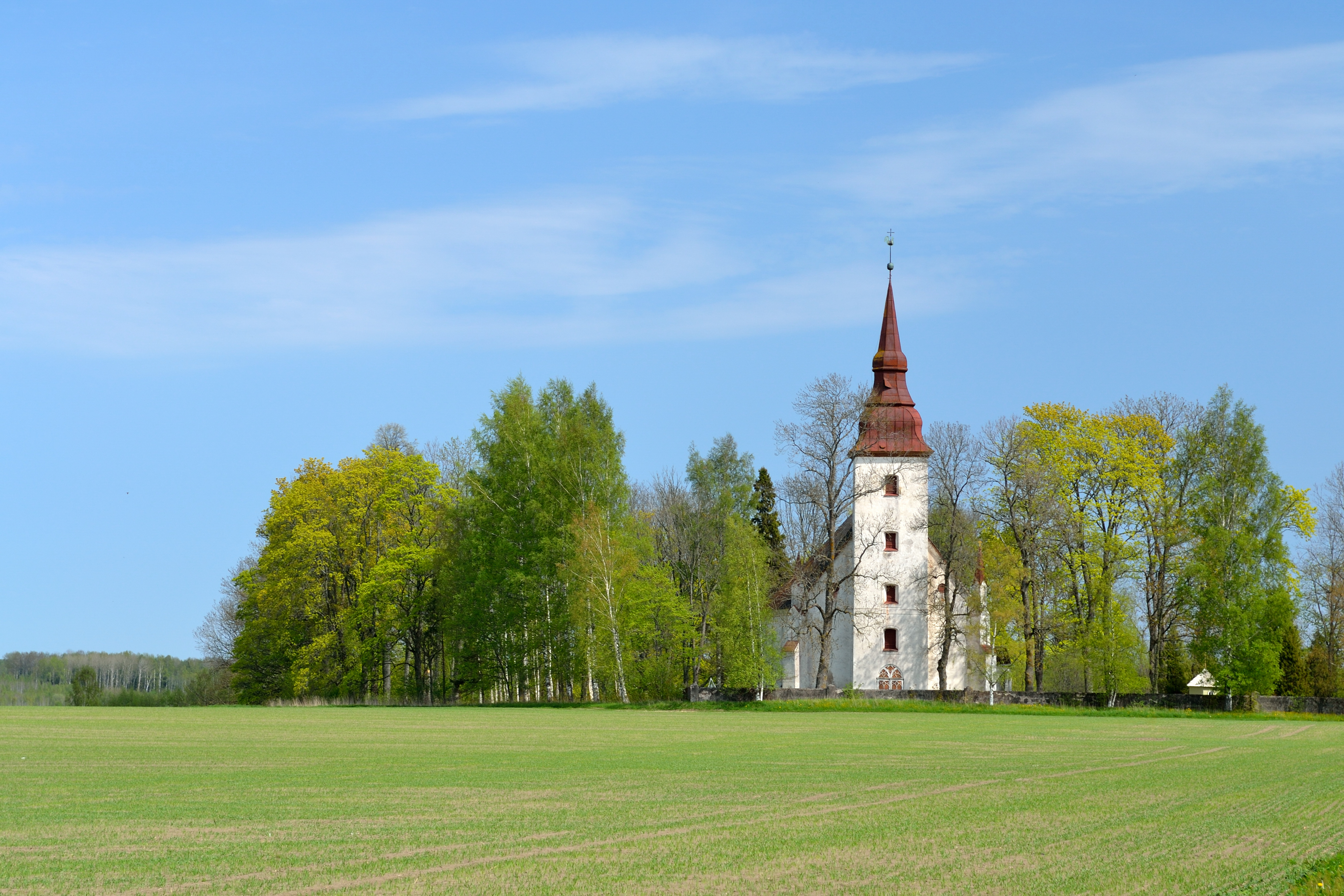
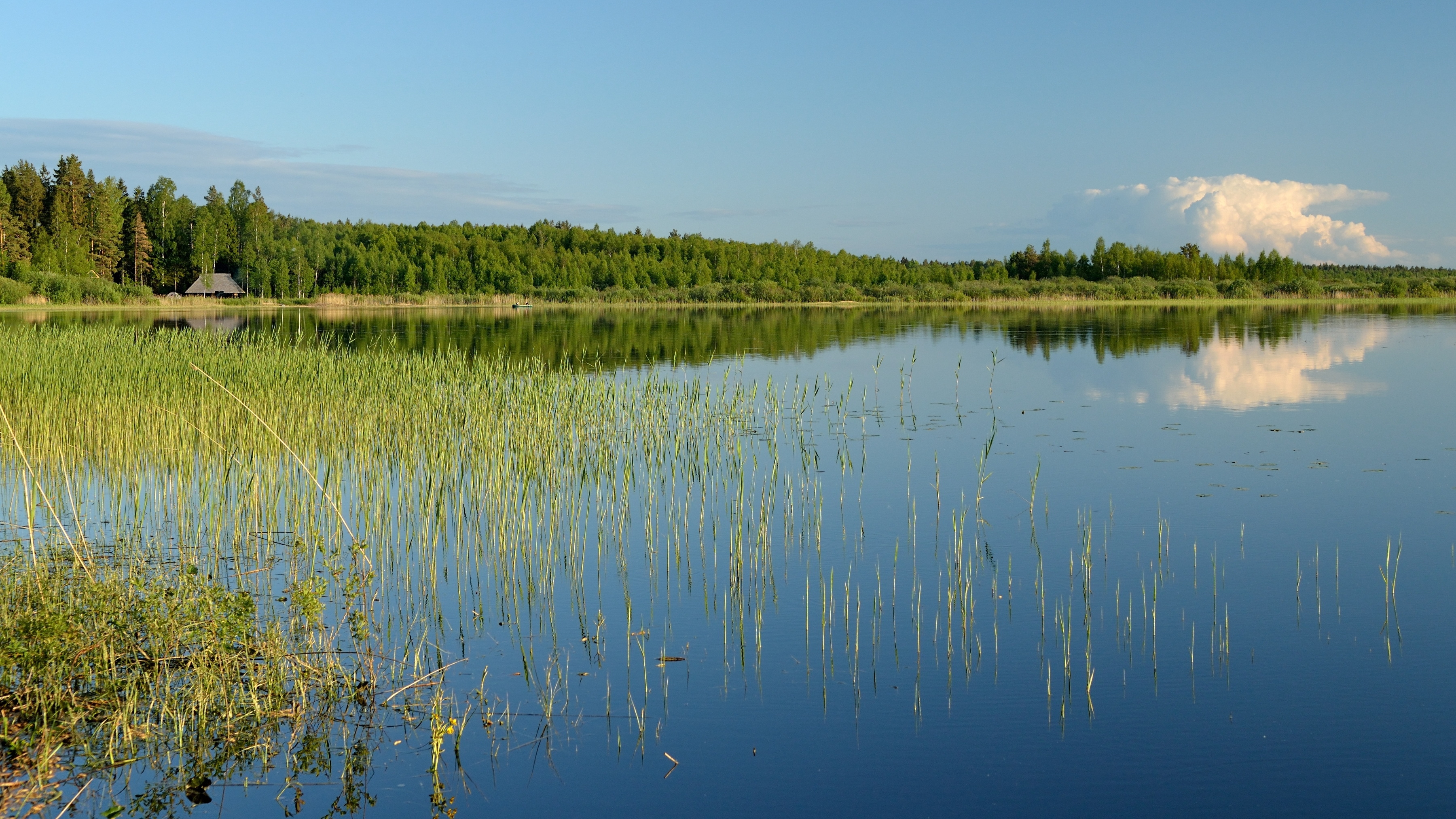